# 奥伯恩费尔德
奥伯恩费尔德是德国下萨克森州的一个市镇。总面积10.72平方公里，总人口972人，其中男性492人，女性480人（2011年12月31日），人口密度91人/平方公里。